# La storia dell'universo
La storia dell'universo (The Universe) è una serie televisiva americana prodotta dalla compagnia Flight 33 Productions per il canale satellitare History ed è tuttora trasmessa su Focus.
La serie cerca di trovare spiegazioni più probabili per alcune teorie che sono irrisolte nel mondo dell'astronomia e cerca di farlo intervistando alcune delle menti più brillanti nel campo dello studio dei fenomeni dello spazio come Neil deGrasse Tyson, Alexei Filippenko, Amy Mainzer, Michio Kaku, Clifford Johnson, Laura Danly, Gregh Laughlin e Michelle Thaller. Il programma è formato da 9 stagioni.

## Episodi
Nota: per ogni serie gli episodi sono elencati secondo l'originale ordine di produzione, in Italia sono stati spesso trasmessi seguendo un diverso ordine sequenziale.

### Serie 1: 2007
Questa serie si compone di 14 puntate:
| n° totale | n° stagione | Titolo originale                                       | Titolo italiano                  | Prima TV USA     |
| --------- | ----------- | ------------------------------------------------------ | -------------------------------- | ---------------- |
| 1         | 1           | Secrets of the Sun                                     | I segreti del Sole               | 29 maggio 2007   |
| 2         | 2           | Mars: The Red Planet                                   | Marte: il pianeta rosso          | 5 giugno 2007    |
| 3         | 3           | The End of the Earth: Deep Space Threats to Our Planet | La fine della Terra              | 12 giugno 2007   |
| 4         | 4           | Jupiter: The Giant Planet                              | Il gigante Giove                 | 19 giugno 2007   |
| 5         | 5           | The Moon                                               | La Luna                          | 26 giugno 2007   |
| 6         | 6           | Spaceship Earth                                        | Il pianeta Terra                 | 10 luglio 2007   |
| 7         | 7           | Mercury and Venus: The Inner Planets                   | Venere e Mercurio                | 17 luglio 2007   |
| 8         | 8           | Saturn: Lord of the Rings                              | Saturno. Il signore degli anelli | 24 luglio 2007   |
| 9         | 9           | Alien Galaxies                                         | Galassie aliene                  | 31 luglio 2007   |
| 10        | 10          | Life and Death of a Star                               | Vita e morte di una stella       | 7 agosto 2007    |
| 11        | 11          | The Outer Planets                                      | Lo spazio ignoto                 | 14 agosto 2007   |
| 12        | 12          | The Most Dangerous Place in the Universe               | Minacce dallo spazio profondo    | 21 agosto 2007   |
| 13        | 13          | Search for ET                                          | Alla ricerca di ET               | 28 agosto 2007   |
| 14        | 14          | Beyond the Big Bang                                    | Il Big Bang                      | 4 settembre 2007 |

### Serie 2: 2007-2008
Questa serie si compone di 18 puntate:
| n° totale | n° stagione | Titolo originale               | Titolo italiano                | Prima TV USA     |
| --------- | ----------- | ------------------------------ | ------------------------------ | ---------------- |
| 15        | 1           | Alien Planets                  | Terre dell'altro mondo         | 27 novembre 2007 |
| 16        | 2           | Cosmic Holes                   | Oltre i buchi neri             | 4 dicembre 2007  |
| 17        | 3           | Mysteries of the Moon          | Il lato oscuro della Luna      | 11 dicembre 2007 |
| 18        | 4           | The Milky Way                  | Lo spettacolo della Via Lattea | 18 dicembre 2007 |
| 19        | 5           | Alien Moons                    | Il volto dell'alieno           | 8 gennaio 2008   |
| 20        | 6           | Dark Matter                    | Nell'oscuro della materia      | 15 gennaio 2008  |
| 21        | 7           | Astrobiology                   | Alla ricerca di vita aliena    | 29 gennaio 2008  |
| 22        | 8           | Space Travel                   | Viaggi stellari                | 5 febbraio 2008  |
| 23        | 9           | Supernovas                     | Morte di una stella            | 12 febbraio 2008 |
| 24        | 10          | Constellations                 | Il segreto delle costellazioni | 19 febbraio 2008 |
| 25        | 11          | Unexplained Mysteries          | Misteri inspiegabili           | 26 febbraio 2008 |
| 26        | 12          | Cosmic Collisions              | Collisioni cosmiche            | 4 marzo 2008     |
| 27        | 13          | Colonizing Space               | Vivere nello spazio            | 11 marzo 2008    |
| 28        | 14          | Nebulas                        | Dentro la nebulosa             | 1º aprile 2008   |
| 29        | 15          | Wildest Weather in the Cosmos  | Cosmo, previsioni per il tempo | 8 aprile 2008    |
| 30        | 16          | Biggest Things in the Universe | I giganti del cosmo            | 15 aprile 2008   |
| 31        | 17          | Gravity                        | La forza di gravità            | 22 aprile 2008   |
| 32        | 18          | Cosmic Apocalypse              | La morte dell'universo         | 29 aprile 2008   |

### Serie 3: 2008-2009
Questa serie si compone di 12 puntate:
| n° totale | nº stagione | Titolo originale          | Titolo italiano          | Prima TV USA     |
| --------- | ----------- | ------------------------- | ------------------------ | ---------------- |
| 33        | 1           | Deep Space Disasters      | Esplosioni spaziali      | 11 novembre 2008 |
| 34        | 2           | Parallel Universes        | Universi paralleli       | 18 novembre 2008 |
| 35        | 3           | Light Speed               | Più veloce della luce    | 25 novembre 2008 |
| 36        | 4           | Sex in Space              | Sesso spaziale           | 2 dicembre 2008  |
| 37        | 5           | Alien Faces               | Le creature dello spazio | 9 dicembre 2008  |
| 38        | 6           | Deadly Comets and Meteors | La cometa fatale         | 16 dicembre 2008 |
| 39        | 7           | Living in Space           | Fuga dalla Terra         | 23 dicembre 2008 |
| 40        | 8           | Stopping Armageddon       | Minaccia alla Terra      | 6 gennaio 2009   |
| 41        | 9           | Another Earth             | Un'altra Terra           | 13 gennaio 2009  |
| 42        | 10          | Strangest Things          | Oltre l'ignoto           | 27 gennaio 2009  |
| 43        | 11          | Edge of Space             | L'ultima frontiera       | 3 febbraio 2009  |
| 44        | 12          | Cosmic Phenomena          | Raggi cosmici            | 17 febbraio 2009 |

### Serie 4: 2009
Questa serie si compone originariamente di 12 puntate, ma in Italia ne sono state doppiate e trasmesse solo 11:
| n° totale | nº stagione | Titolo originale               | Titolo italiano                  | Prima TV USA      |
| --------- | ----------- | ------------------------------ | -------------------------------- | ----------------- |
| 45        | 1           | Death Stars                    | La morte delle stelle            | 18 agosto 2009    |
| 46        | 2           | The Day the Moon Was Gone      | La Terra senza la Luna           | 25 agosto 2009    |
| 47        | 3           | It Fell from Space             | Messaggeri dello spazio          | 1º settembre 2009 |
| 48        | 4           | Biggest Blasts                 | Esplosioni spaziali              | 8 settembre 2009  |
| 49        | 5           | The Hunt for Ringed Planets    | Gli anelli dei pianeti           | 15 settembre 2009 |
| 50        | 6           | 10 Ways to Destroy the Earth   | 10 modi per distruggere la Terra | 22 settembre 2009 |
| 51        | 7           | The Search for Cosmic Clusters | L'origine delle stelle           | 29 settembre 2009 |
| 52        | 8           | Space Wars                     | Guerre spaziali                  | 6 ottobre 2009    |
| 53        | 9           | Liquid Universe                | Universo liquido                 | 20 ottobre 2009   |
| 54        | 10          | Pulsars & Quasars              | Pulsar e Quasar                  | 27 ottobre 2009   |
| 55        | 11          | Science Fiction, Science Fact  | Tra scienza e fantascienza       | 3 novembre 2009   |
| 56        | 12          | Extreme Energy                 | A caccia di energia spaziale     | 10 novembre 2009  |

### Serie 5: 2010
Questa serie si compone di 8 puntate:
| n° totale | n° stagione | Titolo originale              | Titolo italiano   | Prima TV USA      |
| --------- | ----------- | ----------------------------- | ----------------- | ----------------- |
| 57        | 1           | 7 Wonders of the Solar System | Le 7 meraviglie   | 29 luglio 2010    |
| 58        | 2           | Mars: The New Evidence        | Indagini su Marte | 5 agosto 2010     |
| 59        | 3           | Magnetic Storm                | Tempeste stellari | 12 agosto 2010    |
| 60        | 4           | Time Travel                   | Viaggio nel tempo | 19 agosto 2010    |
| 61        | 5           | Secrets of the Space Probes   | Sonde spaziali    | 26 agosto 2010    |
| 62        | 6           | Asteroid Attack               | Asteroide killer  | 2 settembre 2010  |
| 63        | 7           | Total Eclipse                 | Eclissi totale    | 16 settembre 2010 |
| 64        | 8           | Dark Future of the Sun        | La fine del Sole  | 23 settembre 2010 |

### Serie 6: 2011
Questa serie si compone di 7 puntate:
| n° totale | n° stagione | Titolo originale                      | Titolo italiano     | Prima TV USA     |
| --------- | ----------- | ------------------------------------- | ------------------- | ---------------- |
| 65        | 1           | Catastrophes that Changed the Planets | Catastrofi epiche   | 25 ottobre 2011  |
| 66        | 2           | Nemesis: The Sun's Evil Twin          | Stella della morte  | 1º novembre 2011 |
| 67        | 3           | How the Solar System was Made         | Il sistema solare   | 8 novembre 2011  |
| 68        | 4           | Crash Landing on Mars                 | Missione su Marte   | 22 novembre 2011 |
| 69        | 5           | Worst Days on Planet Earth            | Inferno sulla Terra | 29 novembre 2011 |
| 70        | 6           | UFO: The Real Deal                    | Tecnologie aliene   | 13 dicembre 2011 |
| 71        | 7           | God and the Universe                  | La creazione        | 20 dicembre 2011 |

### Serie 7: 2012
Questa serie si compone di 7 puntate:
| n° totale | n° stagione | Titolo originale           | Titolo italiano    | Prima TV USA   |
| --------- | ----------- | -------------------------- | ------------------ | -------------- |
| 72        | 1           | How Big, How Far, How Fast | Spazi cosmici      | 29 aprile 2012 |
| 73        | 2           | Alien Sounds               | Suoni alieni       | 6 maggio 2012  |
| 74        | 3           | Our Place in the Milky Way | La nostra galassia | 13 maggio 2012 |
| 75        | 4           | Deep Freeze                | Pianeti glaciali   | 20 maggio 2012 |
| 76        | 5           | Microscopic Universe       | Cosmo microscopico | 3 giugno 2012  |
| 77        | 6           | Ride the Comet             | Cometa in viaggio  | 10 giugno 2012 |
| 78        | 7           | When Space Changed History | Asteroide mortale  | 17 giugno 2012 |

### Serie 8: 2014
Questa serie si compone di 4 puntate:
| n° totale | n° stagione | Titolo originale     | Titolo italiano    | Prima TV USA  |
| --------- | ----------- | -------------------- | ------------------ | ------------- |
| 79        | 1           | Stonehenge           | Stonehenge         | 1º marzo 2014 |
| 80        | 2           | Pyramids             | Piramidi           | 8 marzo 2014  |
| 81        | 3           | Heavenly Destruction | Sodoma e Gomorra   | 15 marzo 2014 |
| 82        | 4           | Star of Bethlehem    | Stella di Betlemme | 22 marzo 2014 |

### Serie 9: 2015
Questa serie si compone di 6 puntate:
| n° totale | n° stagione | Titolo originale      | Titolo italiano               | Prima TV USA   |
| --------- | ----------- | --------------------- | ----------------------------- | -------------- |
| 83        | 1           | Omens of Doom         | Cattivi presagi               | 18 aprile 2015 |
| 84        | 2           | The Eye of God        | L'occhio di Dio               | 25 aprile 2015 |
| 85        | 3           | Apocalyptic Visions   | L'apocalisse                  | 2 maggio 2015  |
| 86        | 4           | Alien Worlds          | Non siamo soli                | 9 maggio 2015  |
| 87        | 5           | Predicting the Future | Il futuro nelle stelle        | 16 maggio 2015 |
| 88        | 6           | Roman Engineering     | Il genio degli antichi romani | 23 maggio 2015 |